# Tällträsket (Degerfors socken, Västerbotten)
Tällträsket är en sjö i Vindelns kommun i Västerbotten och ingår i Umeälvens huvudavrinningsområde. Sjön har en area på 0,587 kvadratkilometer och ligger 257 meter över havet. Sjön avvattnas av vattendraget Bymyrbäcken.

## Delavrinningsområde
Tällträsket ingår i det delavrinningsområde (713541-167081) som SMHI kallar för Ovan Storbrobäcken. Medelhöjden är 253 meter över havet och ytan är 23,51 kvadratkilometer. Det finns inga avrinningsområden uppströms utan avrinningsområdet är högsta punkten. Bymyrbäcken som avvattnar avrinningsområdet har biflödesordning 4, vilket innebär att vattnet flödar genom totalt 4 vattendrag innan det når havet efter 97 kilometer. Avrinningsområdet består mestadels av skog (80 procent). Avrinningsområdet har 0,61 kvadratkilometer vattenytor vilket ger det en sjöprocent på 2,6 procent.